# Barockschloss Wachau

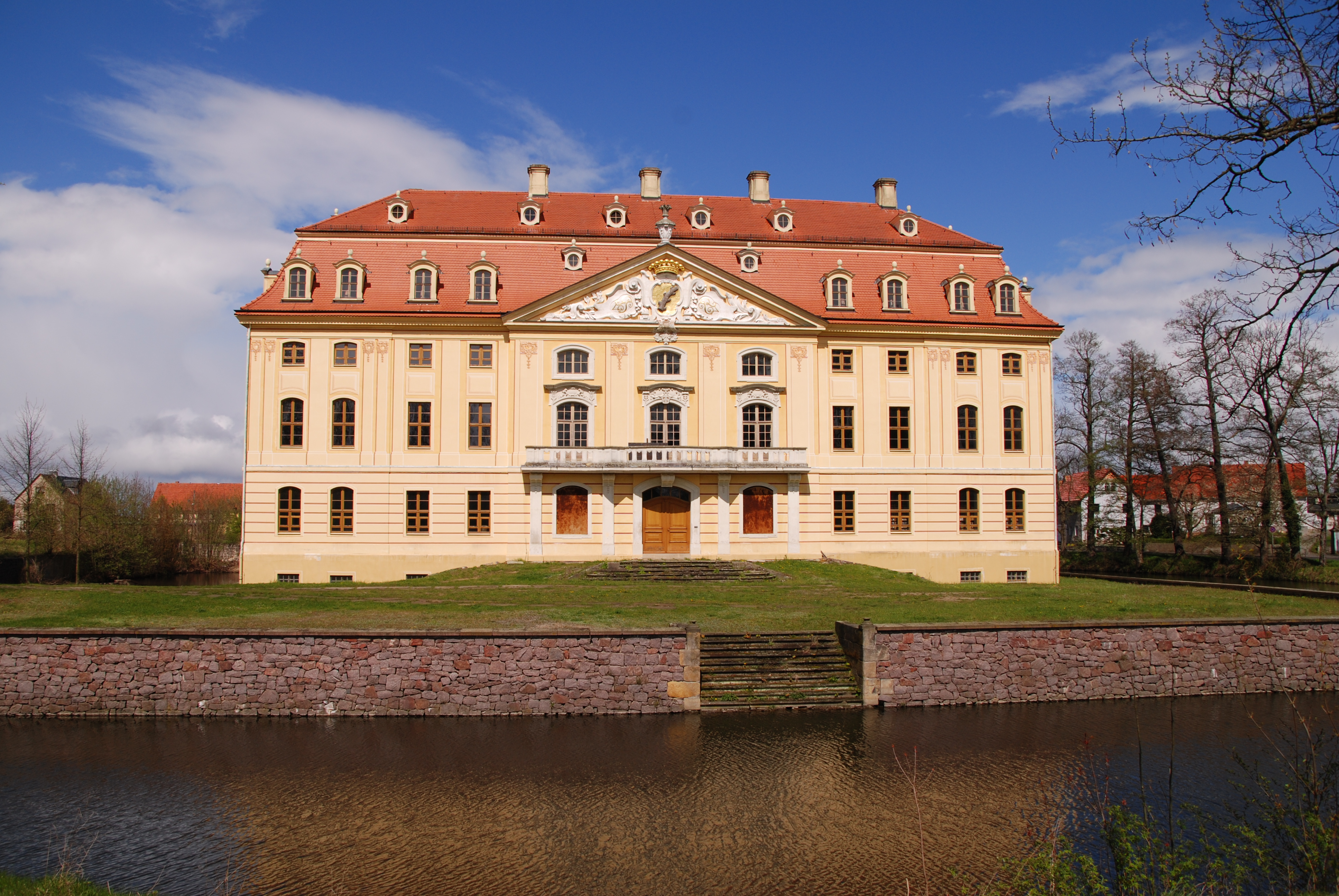
Schloss Wachau

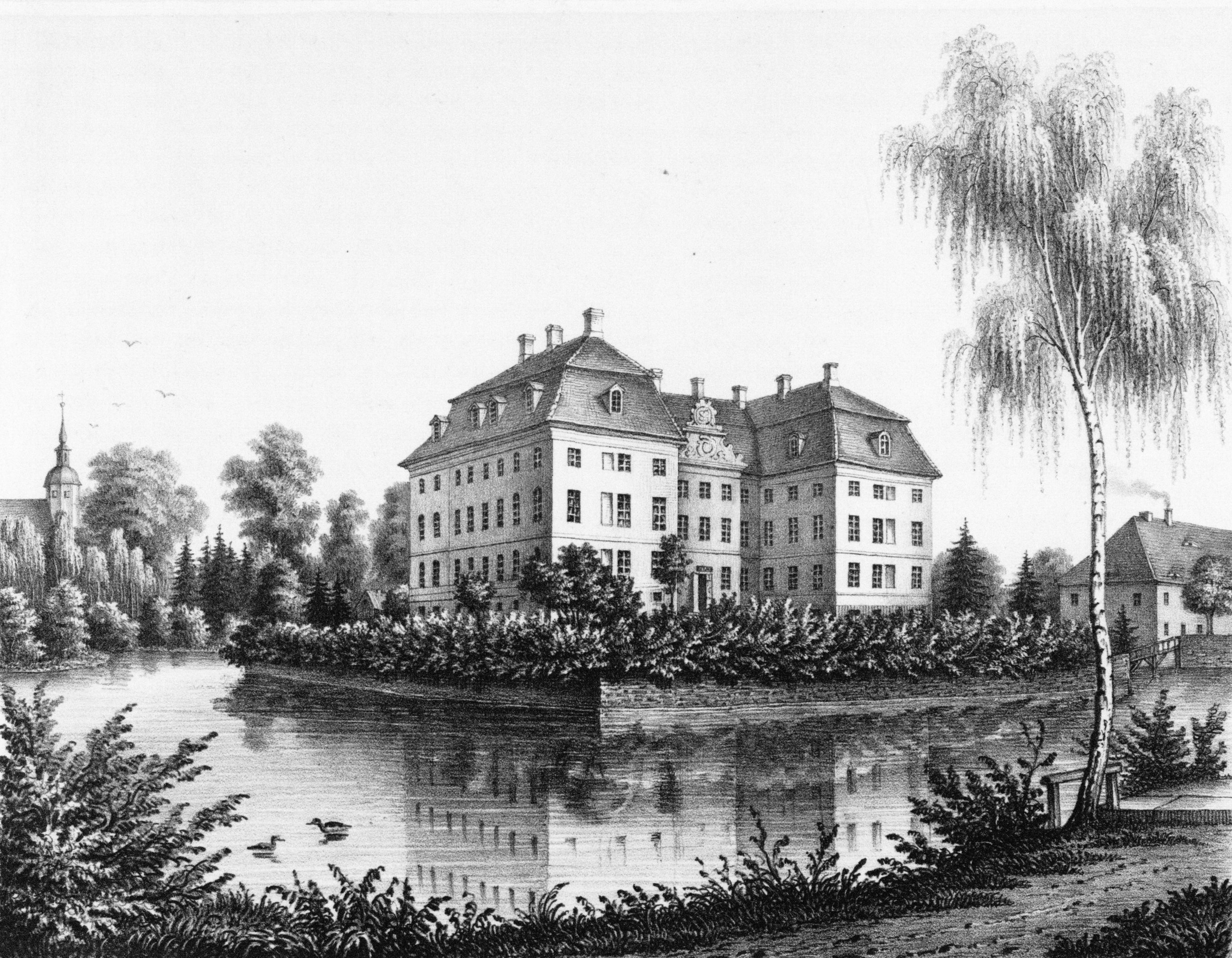
Ansicht des Schlosses vor 1856

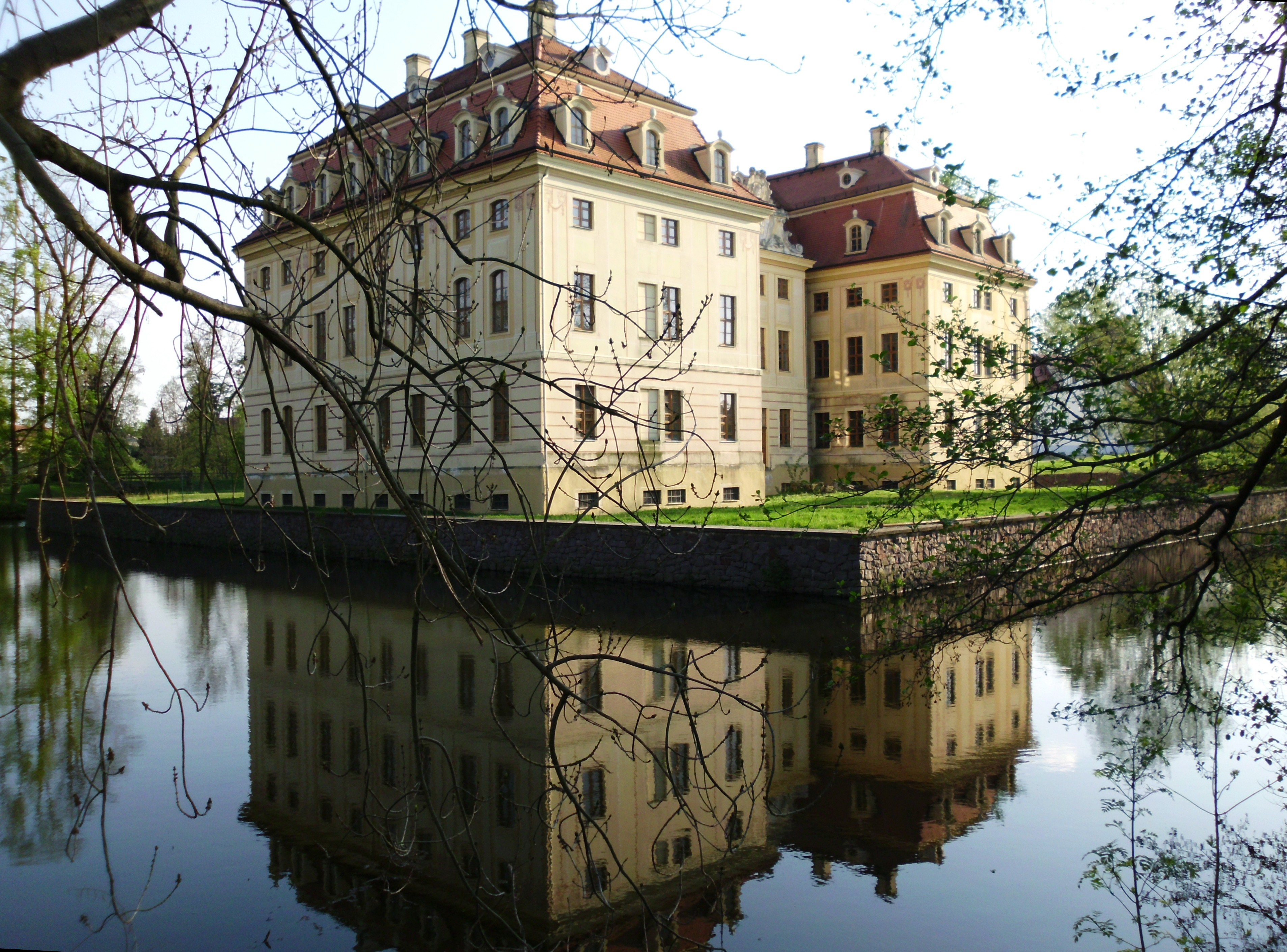
Seitenflügel und Rückfront

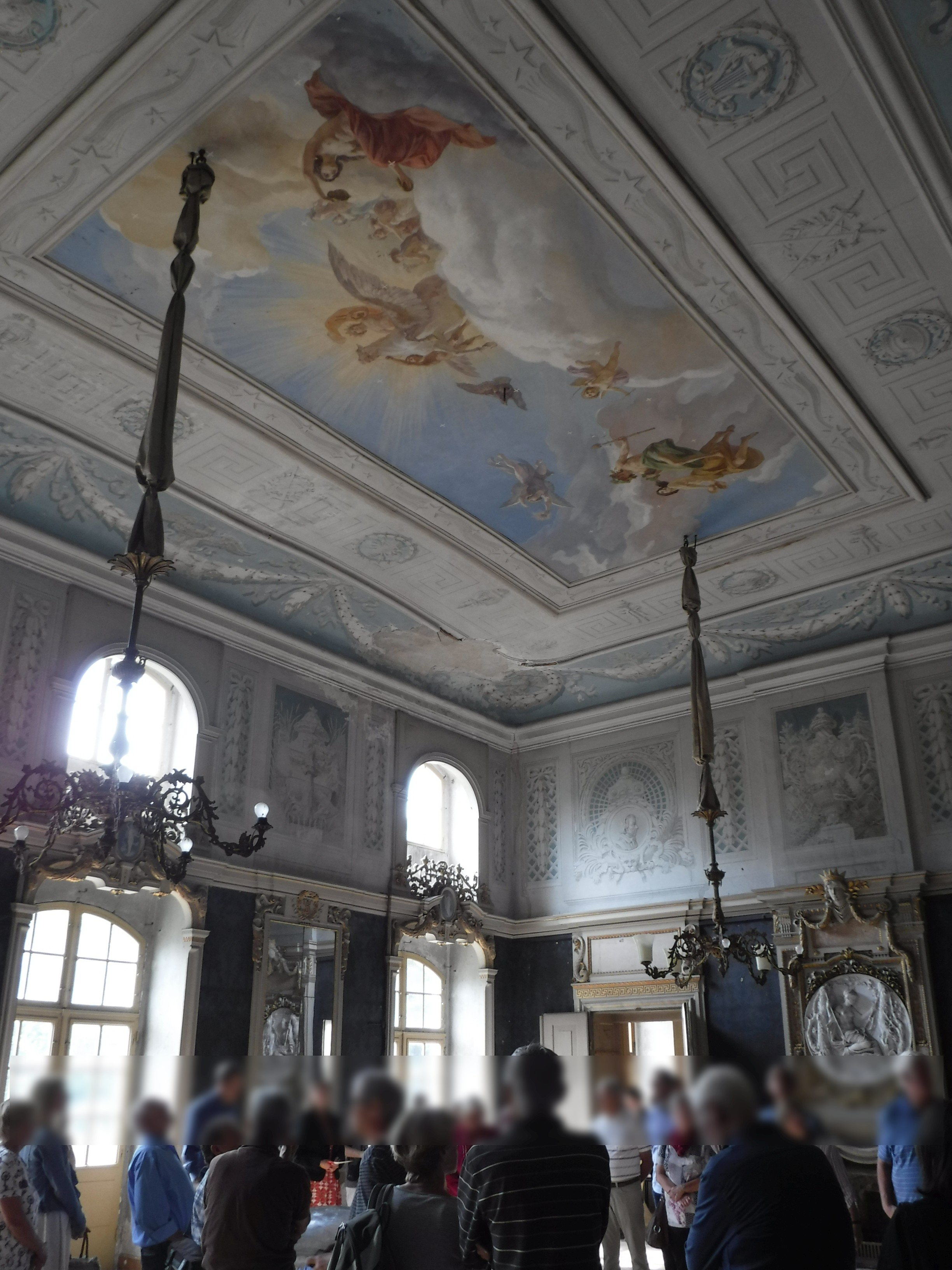
Blick in den Festsaal

Das Barockschloss Wachau ist eine symmetrische, hufeisenförmige Schlossanlage im Stil des Dresdner Barock auf einer von einem Wassergraben umgebenen rechteckigen, etwa 3.400 Quadratmeter großen Insel in Wachau in Sachsen.

## Geschichte
Bereits 1218 wurde in Wachau ein Herrensitz in Form einer Wasserburg an der Orla erwähnt. Seit 1378 ist Wachau der Sitz der Familie von Schönfeld. Am 30. November 1527 wurde das Herrenhaus bei einem Brand, den ein Knecht nahe der Zugbrücke gelegt hatte, zerstört, jedoch danach wieder aufgebaut.
Magdalena Sophie Gräfin von Schönfeld, geborene Gräfin von Werthern, war 26 Jahre alt, als ihr zweiter Mann starb und das Rittergut ihrem Sohn Johann Georg (1718–1770) zufiel. Um ihm das Erbe zu sichern, gab sie einen aufwändigen Schlossneubau in Auftrag, der von 1730 bis etwa 1741 im Stil des Dresdner Barock errichtet wurde, und ließ den Vorgängerbau abreißen. Im Giebel ist das Schönfeld’sche Wappen angebracht. Der Architekt des Schlosses ist nicht bekannt, doch erinnern Grundriss, Dach, Dachgauben und Fenster an das Barockschloss Rammenau, die Fassadenbemalung, Fenster, Dachgauben und der gestreifte Sockel an das Barockschloss Zabeltitz, die beide in den 1720er Jahren von Johann Christoph Knöffel erbaut wurden.
1841 kaufte Heinrich August Blochmann das Schloss und ließ behutsame Veränderungen an der Innendekoration vornehmen, bis er es 1849 verkaufte. Die reiche Ausstattung mit Stuck und Wandbemalungen, Spiegeln und Marmorkaminen ist erhalten. 1883 kaufte Gotthelf Kühne (1858–1931) das Schloss von Wilhelm Reinhard Würdig. Kühne war ein Leipziger Kaufmannssohn, der das Innere durch Georg Weidenbach umbauen ließ. Dabei wurde das Interieur des Festsaales im Stil des Neobarock dekoriert. Kühne besaß eine reiche Sammlung von Teppichen, Gemälden und Rokokomöbeln. Im Jahr 1891 erfolgte eine Umgestaltung des Schlossparks durch den Gartenbaudirektor Max Bertram.
Nach Gotthelf Kühnes Tod 1931 erbte sein ältester Neffe, der Diplomat Dr. jur. Hans Kühne, das gesamte Anwesen. Er lebte mit seiner Familie bis zur Enteignung 1945 im Schloss. Danach wurde das Schloss zunächst als Wohnraum, später als Bücherei, Arztpraxis, Verkaufsstelle und Jugendclub genutzt. Nach Übernahme des Schlosses durch die Gemeinde erfolgten 1994 erste Sanierungsarbeiten am Äußeren.
2018 wurde der Park so saniert, dass die ursprünglichen Pflanzen- und Wegeplanungen wieder sichtbar wurden. Ab 1994 wurden das Dach und die Fassade restauriert. Zwei Privatisierungsversuche der Gemeinde seit 2002 führten nicht zur angestrebten Generalsanierung; ein dritter Versuch wurde 2016 unternommen, scheiterte jedoch 2017.

## Architektur

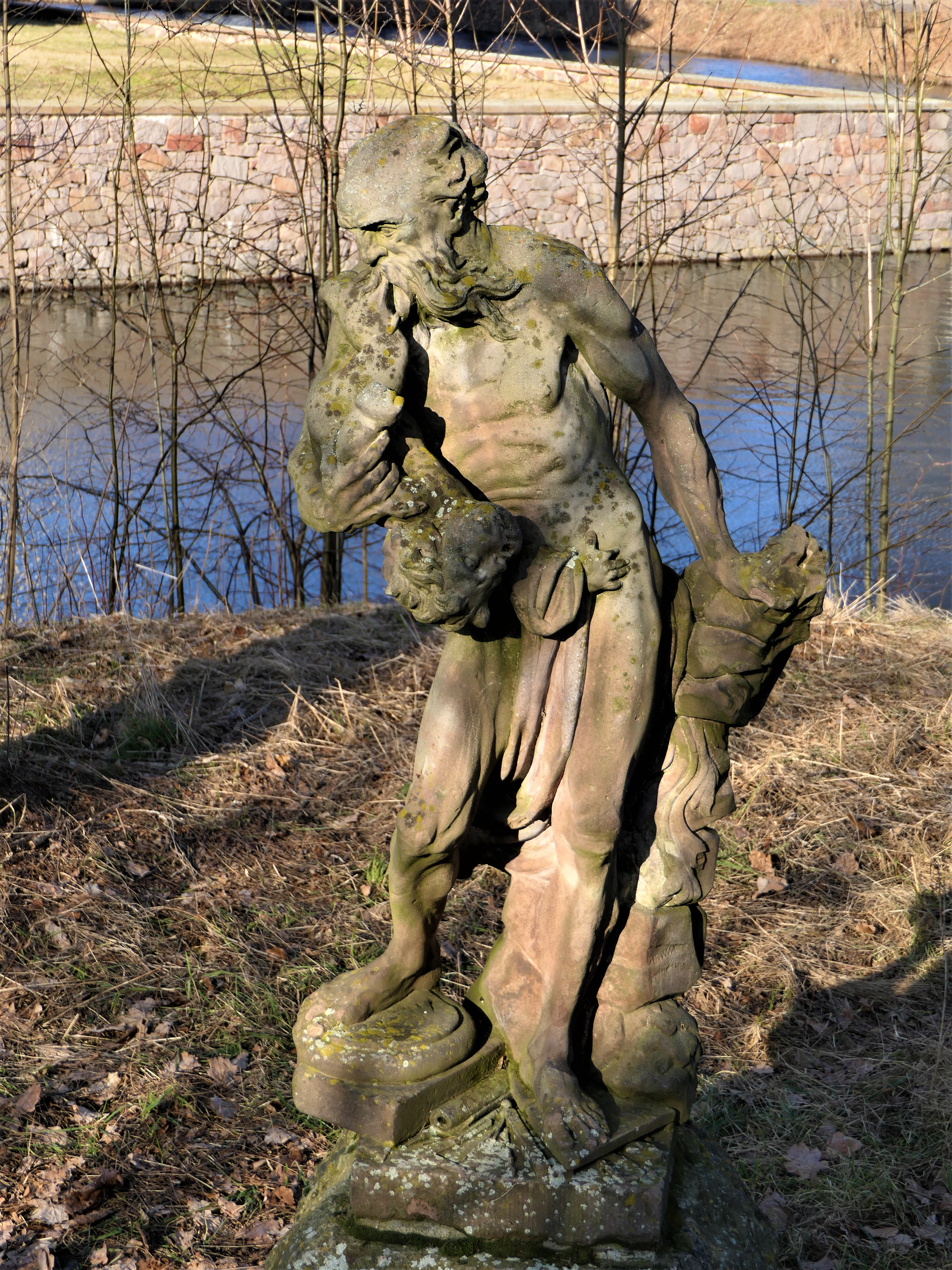
Sandsteinfigur im Schlosspark

Das Schloss ist ein zweigeschossiger Bau mit Mezzaningeschoss und hohem Mansarddach mit Dachgauben. Die Seitenflügel sind zur Rückseite hin gerichtet, die Eingangsseite nach Süden. Die Eingangsseite besitzt einen dreiachsigen Mittelrisalit mit Dreieckgiebel und geschwungenen Balkonen. Das Giebelfeld zeigt eine Wappenkartusche der Familie von Schönfeld mit Reichskrone und ist mit einer Vase geschmückt. Die Fassaden sind mit einer reichen Architekturbemalung versehen, die wiederhergestellt wurde. Hinter den mit Verdachungen und Kartuschen geschmückten Fenstern des Obergeschosses liegt der große Festsaal, der bis ins Mezzaningeschoß reicht. Vor dem Mittelrisalit befindet sich eine Fahrrampe mit Treppe. Auf der Rückseite findet sich ein in den Innenhof hineinragender Treppenrisalit mit geschweiftem Giebel mit dem von Werthern’sche Wappen.
Das Innere zeigt ein prächtiges Vestibül mit Treppe ins Hauptgeschoss. Dort befindet sich der Festsaal, an dessen Wandfeldern Darstellungen der Jagd, der Tierzucht sowie der Land- und Forstwirtschaft zu finden sind. Das Deckengemälde wurde von Carl Jolas geschaffen und zeigt Apollo, der auf Pegasus durch den Himmel reitet.
Zahlreiche Räume weisen noch Reste barocker Wandmalereien und Stuckdecken auf; weiter finden sich einige von Georg Weidenbach umgestaltete Räume, wie zum Beispiel die Holländische Küche und das Maurische Zimmer aus der Zeit um 1883. Das Maurische Zimmer ist der andalusischen Mudéjar-Architektur nachempfunden. Die Holländische Küche im Erdgeschoss ist mit holländischen Fliesen (um 1750) gekachelt.
Südlich des Schlosses liegt ein Englischer Park mit Sandsteinskulpturen der Commedia dell’arte.